# Villigen
Villigen (schweizertyska: Villige) är en ort och kommun i distriktet Brugg i kantonen Aargau, Schweiz. Kommunen har 2 139 invånare (2023). Den 1 januari 2006 inkorporerades kommunen Stilli in i Villigen.